# Ryukyuenses
Los ryūkyūenses son un grupo étnico de Japón, que cuenta con unos dos millones de personas. Los ryukyuenses forman parte del pueblo japonés, y habitan en la Prefectura de Okinawa, en las islas Ryūkyū, y en partes de la prefectura de Kagoshima.

## Lenguas
Al igual que el japonés, las seis lenguas ryukyuenses, pertenecen a la familia lingüística de las lenguas japónicas.

## Ubicación
La Isla de Okinawa se usa a menudo y equivocadamente como sinónimo de las Islas Ryūkyū, ya que la isla de Okinawa es la mayor del archipiélago. El centro político y económico del Reino de Ryūkyū, estaba ubicado en Naha, en la Prefectura de Okinawa.

## Historia

### Origen
El origen de la población actual de las Islas Ryukyu no se ha aclarado finalmente. Los hallazgos arqueológicos indican que las islas se establecieron por primera vez en el período Jōmon, durante el cual se cree que las islas japonesas fueron pobladas por primera vez.

### Población
Los estudios genéticos, sugieren que los ryukyuenses estuvieron aislados genéticamente durante mucho tiempo, y que hubo poco mestizaje con los habitantes del Período Yayoi, que emigraron a Japón hace unos 2.000 años, y tuvieron un impacto duradero en la población japonesa.

### Reino de Ryūkyū
Los ryukyuenses formaron el Reino de Ryūkyū, un estado independiente que gobernó la mayor parte de las Islas Ryūkyū entre los siglos XV y XIX. Los reyes ryūkyūenses unificaron Okinawa y conquistaron las Islas Amami, en la actual Prefectura de Kagoshima y las Islas Sakishima, cerca de Taiwán.

## Economía

### Comercio marítimo
Los ryukyuenses, eran hábiles comerciantes y marineros, y a pesar del pequeño tamaño del reino, tuvieron un gran impacto en el comercio en el este y sudeste asiático. Los ryukuyenses, comerciaron con Japón, Corea y China, así como con Vietnam, Filipinas, Indonesia, Tailandia y los imperios Bamar de la actual Myanmar.

## Religión

### Sintoísmo
La religión indígena del pueblo ryukyuense todavía se practica actualmente, y muestra paralelos e influencias de otras religiones del Sudeste Asiático y Asia Oriental, por ejemplo, un fuerte énfasis en el culto a los ancestros, o el Shiimii (清明), la versión japonesa de la Festividad de Qingming. A diferencia del Sintoísmo japonés, las portadoras de la autoridad espiritual son las mujeres, quienes como sacerdotisas (巫女, Miko) o (祝女, Nuuru) guían las ceremonias espirituales de las familias, y en su papel institucionalizado como sumas sacerdotisas (聞得大君, Kikoe-Ogimi), en la corte de Shuri, tenían un rol espiritual muy elevado. Hasta el día de hoy, muchas mujeres trabajan como videntes chamánicas (ユタ, Yuta), una tradición que también se puede encontrar en las Filipinas, con el nombre de "Babaylán".

### Budismo
El budismo se estableció por primera vez en las islas Ryūkyū como parte de Japón, y ahora existe junto con la religión indígena, los santuarios sintoístas se encuentran solo ocasionalmente. Actualmente los difuntos son incinerados según los ritos budistas, pero luego son enterrados en las tumbas de Okinawa.